# Šajeni
Šajeni (engleski Cheyenne, izgovor "šaien"; u hrvatskoj i srpskoj stručnoj literaturi nazivani su imenom Čejeni; mađarski Csejen; češki Šajeni) su jedno od najznačajnijih prerijskih plemena jezičnog roda Algonquian koje je lutalo osobito krajevima oko rijeka Platte i Arkansas. Danas su podijeljeni na dva plemena od kojih Northern Cheyennes žive na rezervatu Tongue River u Montani i Southern Cheyennes koji u Oklahomi žive s plemenom Southern Arapaho (Nawathinehena). Prema Mooneyu Šajeni su 1780. zajedno sa Sutaio Indijancima imali oko 3.500 duša. Godine 1904. broj Južnih Šajena je bio 1.903 a Sjevernih 1.409. 

## Ime
Šajeni sami sebe zovu tsétsêhéstâhese (tsitsistas), što dolazi od tsé- "one who is"; tsêhést-, "from there" ili "of the same kind". Arapaho Indijanci nazivali Šajeni "scared people" (u Arapaho jeziku – Hitäsi'na ili Itasi'na), to jest ljude s brazgotinom, vjerojatno na rukama, jer su oni prema plemenskoj oznaci ponekad nazivani i Scared Arms. Naziv njihovog imena upućivao bi da su Šajeni prakticirali neku vrstu skarifikacije po rukama. 
Sam naziv "Cheyenne" dobili su od Siouxa, koji su pripadali drugom jezičnom rodu, pa ih nisu razumjeli i nazvali ih "people of alien speech". Dolazi od Sha-hi'yena, Shai-ena, ili kod Tetona Shai-ela, "people of an alien speech", od sha'ia, "to speak a strange language". Manje poznati nazivi za njih također su porijeklom od drugih stranih plemena. Kod Caddo Indijanaca bili su, prema svojim strijelama (na pruge) nazivani "striped arrows" (Báhakosin). Ova dva plemena bila su očigledno u kontaktu jedino preko strijela, koje su upučivali jedni drugima. Ovo bi moglo vrijediti i za Hidatsa Indijance, koji su ih također po zapercima na strijelama nazivali I-ta-su-pu-zi ("narod sa strijelama sa šarenim zapercima") ili "spotted arrow quills", njima srodni Crow također su ih zvali istim imenom, koji se tek nešto drugačije izgovara, a glasi I-sonsh'-pu-she. Vezu s imenom, opet preko strijela, nalazimo i kod Šošona i njihovog ogranka Komanča, čiji naziv kao i u Caddo Indijanaca znači  "striped arrows" (u njihovom nazivu Päganavo).  Caddoima srodni Kichai zvali su ih Nanoniks-kare'niki a pleme Wichita Niere'rikwats-kûni'ki.

## Podjela - bande i ogranci
Mooney (1928); u zagradi John H. Mooreov naziv)
- (1) Heviqs'-ni'`pahis (Heviksnipahis), 'aortas closed, by burning.' Oni su bili važna banda Šajena, koji su prvi u krugu podizali šatore.
- (2) Moiséyu /sing., Móǐs/, `flint people,' došlo je od móǐso `flint', odnosi se vjerojatno na vrškove svetih strijela od kremena. Oni su nekada bili snažna grupa koja je činila jezgru Šajena.
- (3) Wu'tapíu (Wotapio), Ova banda je ogranak Omisis bande. Njihovo ime u jeziku Siouxa (od wótapi) znači 'eaters' ili 'to eat', prijevod nije najjasniji jer ne objašnjava čega su bili 'jedaći'. Vidi Omisis.
- (4) Hévhaitä'nio (Hevhaitaneo), 'hair rope men' ili 'fur men'; ime ove grupe kasnije postaje sinonim za Južne Šajene koji su emigrirali oko 1830. na Arkansas. Ime im je došlo po konopcima koje su pleli od duge bizonove dlake, koji su im služili za hvatanje ponija, ili što se tiče naziva 'fur men', po krznenima ogrtačima koje su nastavili nositi, i kada su već ostale bande prihvatile pamučnu odječu.
- (5) Oĭ'vimána (Oivimana), 'scabby people'; oivi 'scabby,' mana 'band'. Oni su ogranak bande Hevatanio. Naziv, ako je prijevod točan, došao je oko 1840. dok ih je vodio poglavica Blue Horse, po tome što su se zarazili zaraženim (šugavim) bizonovim krznima koja su koristili za jahanje. Ova banda postaje kasnije značajna jer postaje naziv grupe s rezervata Tongue River.
- (6) Hisíometä'nio (Hisiometaneo), 'ridge men,' isto ogranak Hevatanio bande.Ova banda dobiva ime možda po tome što su preferirali logorovati po vrhovima ili obroncima brda, ili možda, što je vjerojatnije, po lokalitetu u Coloradu, poznatom Šajenima kao "ridge country".
- (7) Sutáio (sing., Su'tai), oni nisu Šajeni, nego jedno manje pleme Algonquian Indijanaca koje su Šajeni adoptirali.
- (8) Oqtóguna, možda 'Broken Jaws'.
- (9) Hó'nowa Hofnovatanio, 'poor people'. Ova banda maleni je ogranak O'hstoo'onatanio.
- (10) Masi'`kota (Masikota), vjerojatno'wrinkled' ili 'drawn up' ,odnosilo se vjerojatno na stare koše tipija ili kožnu odjeću.
- (11) O'mi'sis (Omisis),'eaters'. Ovaj naziv mogao bi označavati ime nekog poglavice iz ranijih vremena. Oni danas čine glavninu plemena na rezervatu Tongue River. Mjesto ove bande u selu, čiji je ulaz bio na istoku, nalazio se na sjeveru. Masiškohtahio, možda sinonim za Hotamitanio bandu, nakon što su se Omisis odvojili od ostalih Šajena, postaju posljednja banda u redu. Vidi Votapio.

### Ostale bande
- Moqtávhaitä'niu  'black men,' i. e. `Ute' (sing., Moqtávhaitän). Ova malena banda izgleda potječe od zarobljenih Ute Indijanaca. Njih još nalazimo i među Južnim i Sjevernim Šajenima.  Otuda im i ime 'Black men' ili  'Black people.'  Pod tim su imenom Šajeni i druga prerijska plemena nazivali Ute.
- Ná'kuimána, 'bear people'. Ova banda također je malena, pripadala Južnim Šajenima.  Ime su dobili prema svome poglavici.
- Anskówinis, 'narrow nose-bridge,' ova banda je potekla od O'mǐ'sǐs Šajena, bili su miješani sa Siouxima. Ime im je došlo po poglavici. Ima ih među obje glavne grupe Šajena.
- Pi'nûtgû', ' Pe'nätĕ`ka' (Comanche). Ovo ime ne označava neku točno određenu bandu nego ga je dobila jedna miroljubiva skupina od ratobornih Šajena. Njih je vodio Whirlwind a koji je ostao pasivan 1874-5 na agenciji u Darlingtonu. Ime je dano u aluziji na Penateka Komanče koji su prodali svoje usluge kao skauti u borbi protiv svoga naroda. Pǐ'nûtgû' je njihov naziv za Penateke .
- Máhoyum, 'red tipi'; ovo ime je pogrešno dano jednoj bandi, ustvari samo je ime heraldičkog tipija koji pripada hereditarnoj obitelji bande Hó'nowa, sada naseljenih s Južnim Šajenima u Oklahomi.
- Wóopotsi't, (Wóhkpotsīt, Grinnell), 'white wolf' (?), ime brojnoj obitelji koja je uzela ime po jednom pretku koji je umro oko 1845. Pripadaju Južnim Šajenima.
- Totoimana, (Tūtoimanáh, Grinnell), 'backward /ili/ shy clan'. Ime dano bandi Sjevernih Šajena na Tongue River rezervatu.
- Black Lodges (blizu gradića Lame Deer), Lokalno ime grupi Sjevernih Šajena u blizini Lame Deera. Ime im je po bandi Vrana Indijanaca iz grupe Black Lodges, s kojima su bili u prijateljskim odnosima.
- Ree Band, Ovo je banda Sjevernih Šajena s Rosebud, ime su dobili po tome što je nekoliko njihovih muškaraca nalikovalo na Arikara (Ree) Indijance, njima stranom plemenu.
- Yellow Wolf Band, (u Culbertson, Jour., 1850) ime bandi po jednom poglavici.
- Half-breed Band. ibidem.

### Ratničke organizacije
(1) Hotamitanio, 'dog men';
(2) Vohksihitanio, '(kit) fox men,' ili  Motsoinitanio, 'flint men', ili O'khominothio, 'coyote warriors';
(3) Hemo'iohis, 'Elkhorn Scrapers;
(4) Ma'hoohivas, 'red shield,' ili  Hotoanothio, 'buffalo bull warriors';
(5) Himatanohis, 'bowstrings', ili Ho'nihinothio 'wolf warriors';
(6) Hotamimasao, 'crazy dogs.' Ovo posljednje ratno društvo, suvremenijeg je nastanka.
Ratničke organizacije, postojale su slično kao i kod Arapaha i Kiowa.

## Život i običaji
Šajeni po kulturi pripadaju prerijskim Indijancima, lovaca nabizone. U vrijeme dok su još obitavali oko 12 milja (19 km) južno od Lisbona u North Dakoti, okrug Ransom, oni su uzgajali konje, i imali metalne noževe. Luk, strijela i koplje bilo je glavno oružje. Glavno selo imalo im je oko 70 šatora. 
Obitelj (proširena) je najvažniji element društva kod Šajena, nakon čega dolazi banda i na kraju pleme kao cjelina. 
Ratna društva (Wolf Soldiers, Fox Soldiers, Dog Soldiers i Red Shields ili Bull Soldiers, i kasnije, Thunder Bows) Šajena funkcionirala su poput bratstava. Svako od ovih društava imalo je svoje vlastite rituale, svete objekte, simbole, kao i nošnju. Ono što nije slično vojnim društima drugih plemena, bilo je da dob nije bio faktor ulaska u neko društvo. Od 5 izvornih vojnih društava (gore navedenih) bili su najpoznatiji Dog Soldiers. Kasnije su ovim društvima još pridodana Wolf i Northern Crazy Dog. Kao i kod legendarnih ratnih društava Kiowa, i šajenska su na preriji izazivala strah i respekt.
Vijeće šajena imalo je 44 civilne poglavice koji su zastupali razne bande i jedinice proširenih obitelji 
Najvažnija religiozna ceremonije Šajena bili su Arrow Renewal,  Sun Dance (ili New Life Lodge) i Animal Dance. Prema legendi šajenski heroj kulture Sweet Medicine, putovao je na svete planine Black Hills gdje će dobiti četiri strijele od Velikog Duha (Great Spirit); dvije za rat i dvije za lov. Ove strijele uvijek će se čuvati u svetom ‘svežnju medicine’ (medicine bundle) zajedno s ostalim svetim predmetima koji simboliziraju postojanje Cheyenne naroda. New Life Lodge ili Sun Dance održavao se svake godine, ona obnavlja duhovni život naroda i svih bića na zemlji,  ceremonija je trajala 8 dana i tada bi se okupljale sve bande plemena. U ceremoniji Animal Dance muškarci bi se oblačili u životinje a članovi društva Bowstring (Himátanóhis) bi ih hvatali. Ovo je bila jedina njihova ceremonija u čijoj su pripremi smjele sudjelovati i žene. Ova ceremonija isto se održavala jednom godišnje a trajala je pet dana.

## Mitologija
Kako je nastao svijet
Ma'heo'o je čarobna snaga i stvaralac koji oduvijek živi u prostoru. On je stvorio vodu i sva bića, svjetlost i zrak. Uz pomoć liske (Fulica americana) koja je izvukla malo zemlje s dna velikog slanog jezera, on je stvorio zemlju na leđima Pramajke Kornjače (Grandmother Turtle).(Vidi širi prikaz u članku Šajenski mit o stvaranju)

## Kratka povijest
Prije 1700. Šajeni su živjeli na području današnje Minnesote, izgleda baš u području rijeke Minnesote. Ovdje su se oni bavili sađenjem, lovom i sakupljanjem divlje vodene riže, biljke (Zizania aquatica) koja raste po rižinim jezerima u Minnesoti i Wisconsinu, a služila je najviše za hranu plemenima Ojibwa i Menominee (Wild Oat Indijancima. 'oat' označava zob, i naziv im je vjerojatno krivo nadjenut). Kasnije nalazimo Šajene na rijeci Cheyenne River u North Dakoti, blizu Lisbona, gdje su se domogli konja i postali ovisni o lovu na bizone. Ova životinja postaje im glavna hrana. Nekoliko godina kasnije, 1799. ili 1800. Ojibwa Indijanci uništili su im nekoliko sela, ovo je izgleda još stara netrpeljivost Ojibwa prema susjedima, koji su predstavljali opasnost za njihova polja riže koja su ljubomorno čuvali. Nakon ovog zbivanja, Šajeni okrenuše prema rijeci Missouri, i nastaniše se u blizini riječnih plemena Mandan i Arikara, poznatim uzgajivačima mandan-kukuruza (Mandan-corn), sitnog crvenog zrna. Negdje završetkom 18. stoljeća Šajeni polaze dalje na zapad, tjerani napadima ratobornih Sioux-Indijanaca. Šajeni nastaviše prema Black Hillsu. Već negdje u to vrijeme na preriji se pojavio konj i vatreno oružje. Šajeni su usvojili prerijski tepee-šator i postadoše pravo nomadsko pleme lovaca na bizone. Ranog devetnaestog stoljeća oni krenuše prema izvorima Platte. Godine 1832. veliki dio ih se odvoji i nastani u području rijeke Arkansas i postadoše poznati povjesničarima kao Southern Cheyennes. Južni Šajeni 1851. potpisuju sa SAD trajan ugovor u Fort Laramiju. Godine 1864. ipak dolazi do masakra u kojemu je izvjesni John M. Chivington, koji se lažno predstavljao za svećenika, s gomilom kukavica napao jedno prijateljsko selo Južnih Šajena na rijeci Sand Creek u jugoistočnom Coloradu, u općem klanju ubijen je i njihov poglavica Black Kettle, stradali su ipak uglavnom starci, žene i djeca. Ugovorom ' Treaty of Medicine Lodge ' 1867. Južni Šajeni dobivaju rezervat u Oklahomi, ali ga naseljavaju tek 1875. Sjeverna grupa Šajena (Northern Cheyennes), prozvavši sebe ‘Krvavima’, i ljuti zbog pokolja na Sand Creeku, pridružiše se 1876. Siouxima koje je vodio Tatanka Yotanka, u žestokom okršaju čija je zadnja bitka bila na Little Boghornu, udružene indijanske snage razbiše Custerovu armiju i plaćenike.  Pleme je tek 1884. s poglavicom Little Wolfom smješteno na sadašnji rezervat Tongue River.
vidi Cheyenne,Northern i Cheyenne, Southern.

## Cheyenne danas
Danas oko 8,000 Sjevernih Šajena živi na rezervatu Tongue River ili Northern Cheyenne. Rezervat se nalazi na rijeci Tongue u jugoistočnoj Montani a središte mu je gradić Lame Deer. Na rezervatu se nalaze St. Labre Indian School, federalna i plemenska uprava. Uz par kompanija koje tamo posluju, Indijanci se bave farmerskim i rančerskim poslovima, te sitnim biznisom.
Oko 8,000 Južnih Šajena živi u Oklahomi sa Southern Arapaho Indijancima (Moore, Liberty i Straus 2001).

## Moderna ortografija šajenskog jezika
(upotrebljavana u školama Sjevernih Šajena i u ovom tekstu)
Šajenski jezik ima samo 14 slova: a, e, o, h, k, ', m, n, p, s, š, t, v, x.
a ... kao hrvatski "a"; 
e ... između "i" i "e";
o ... između "o" i "u";
h ... kao njemački "h" u "Hans" 
k, m, n, p, s, t ... kao hrvatska slova; 
' ... kratak razmak u govoru;
š ... kao hrvatski "š";
v ... nekad kao "v"; drugi put (pre a ili o) između "v" i "u"; pre â, ê ili ô ... kao "f";
x ... kao njemački "ch" u "achtung"
â, ê, ô ... "šaputana" slova, prigušena slova; zadnje slova u riječi su prigušena uvijek;
á, é, ó ... viši ton u slovima a, e, o
skupina -âhe- (-kâhe-, -mâhe-, -nâhe-, -pâhe-, -sâhe-, -šâhe-, -tâhe-,  -vâhe-)  ... kao "-khai", "-mhai-" ... "-fhai-"
skupina -ôhe- (-kôhe-, -môhe-, -nôhe-, -pôhe-, -sôhe-, -tôhe-, -vôhe-) ... kao "-khoi", "-mhoi-" ... "-fhoi-"

## Šajeni i Hrvati
Kao zanimljivosti, valja navesti slučaj hrvatskog iseljenika Josipa Kralja iz Mrkoplja u Gorskom kotaru ("Joseph King" iz "Mercopolisa" u "Mountain Reviru"), koji je bio živio i radio na Divljem Zapadu. On je u svojim dnevničkim zapisima, zabilježio da je bio čejenskim zarobljenikom od 1859. – 1861. Ipak, bio je u takvom statusu da je se s njime dobro postupalo, i zauzvrat je on Čejenima bio koristan kao obrtnik (kao vrsni majstor sa željezom, "liječio" je Čejenima oružje i popravljao željezariju), a čak je sudjelovao i u njihovim ratničkim pohodima; s druge strane, pazili su Čejeni da im ne umakne u tim akcijama. Nakon čejenskog poraza u jednoj bitci, uspio se osloboditi. (v. Jutarnji list, 14. siječnja 2007., str. 26.).

## Vanjske poveznice
- Općenito
- Južni Šajeni  Arhivirana inačica izvorne stranice od 25. studenoga 2005. (Wayback Machine)
- Wikipedija Šajena (wikipedija na jeziku Šajena, 941 članak i 29 suradnika u prosincu 2005. godine)
- Cheyennem Hodge

- Poglavica Šajena
- Three Fingers, Šajen, 1898
- Mochi (Buffalo Calf Woman), iz plemena Južnih Šajena, dok je 1875. bila uhvaćena i zatočena u Fort Marionu,  St. Augustine, Florida